# SoundFont
SoundFont je obchodní značka vztahující se k souborovému formátu a související technologii vytvořené pro vyplnění mezery mezi nahrávaným a syntetizovaným zvukem. SoundFont obsahuje zvukové vzorky a informace pro jejich organizaci a zpracování. Podle těchto informací může sampler, obvykle řízený MIDI daty, generovat tóny požadovaných barev, výšek, hlasitostí a dalších parametrů. 
SoundFont je registrovaná značka patřící firmě E-mu Systems
Zvukové banky sf2 lze použít hardwarově v zařízeních firmy EMU nebo na zvukových kartách společnosti Creative, nebo softwarově v některém přehrávačů například SFZ 2.0.